# Karen Straker
Karen Straker, född den 17 september 1964 i Barnard Castle i Storbritannien, är en brittisk ryttare.
Hon tog OS-silver i lagtävlingen i fälttävlan i samband med de olympiska ridsporttävlingarna 1988 i Seoul.